# Stari Vrh
Stari Vrh est une montagne (1 217 m) ainsi qu'une station de ski de petite taille, situées près de Poljane dans la région de Haute-Carniole, dans le nord-ouest de la Slovénie.
Le domaine skiable est desservi depuis 2007 par un télésiège 6 places débrayable à sièges chauffants. Il est l'un des dix plus vastes de Slovénie. La quasi-totalité du domaine est enneigeable artificiellement, toutefois la saison se finit généralement dès la mi-mars.